# Петеано (Горица)
Петеано је насеље у Италији у округу Горица, региону Фурланија-Јулијска крајина.
Према процени из 2011. у насељу је живело 19 становника. Насеље се налази на надморској висини од 31 м.